# Ziano Piacentino
Ziano Piacentino est une commune italienne de la province de Plaisance, dans la région Émilie-Romagne.

## Administration
| Période                                  | Période | Identité | Étiquette | Qualité |
| ---------------------------------------- | ------- | -------- | --------- | ------- |
|                                          |         |          |           |         |
| Les données manquantes sont à compléter. |         |          |           |         |

### Communes limitrophes
Borgonovo Val Tidone, Castel San Giovanni, Nibbiano, Rovescala, Santa Maria della Versa.

## Personnalités liées à la commune
- Cesare Pozzi.